# Бауэр, Анатолий Эрнестович
Анатолий Эрнестович Бауэр  (6 декабря 1921 года, Москва — 13 января 1985 года, Саласпилс) — писатель, педагог, исследователь-поисковик.

## Биография

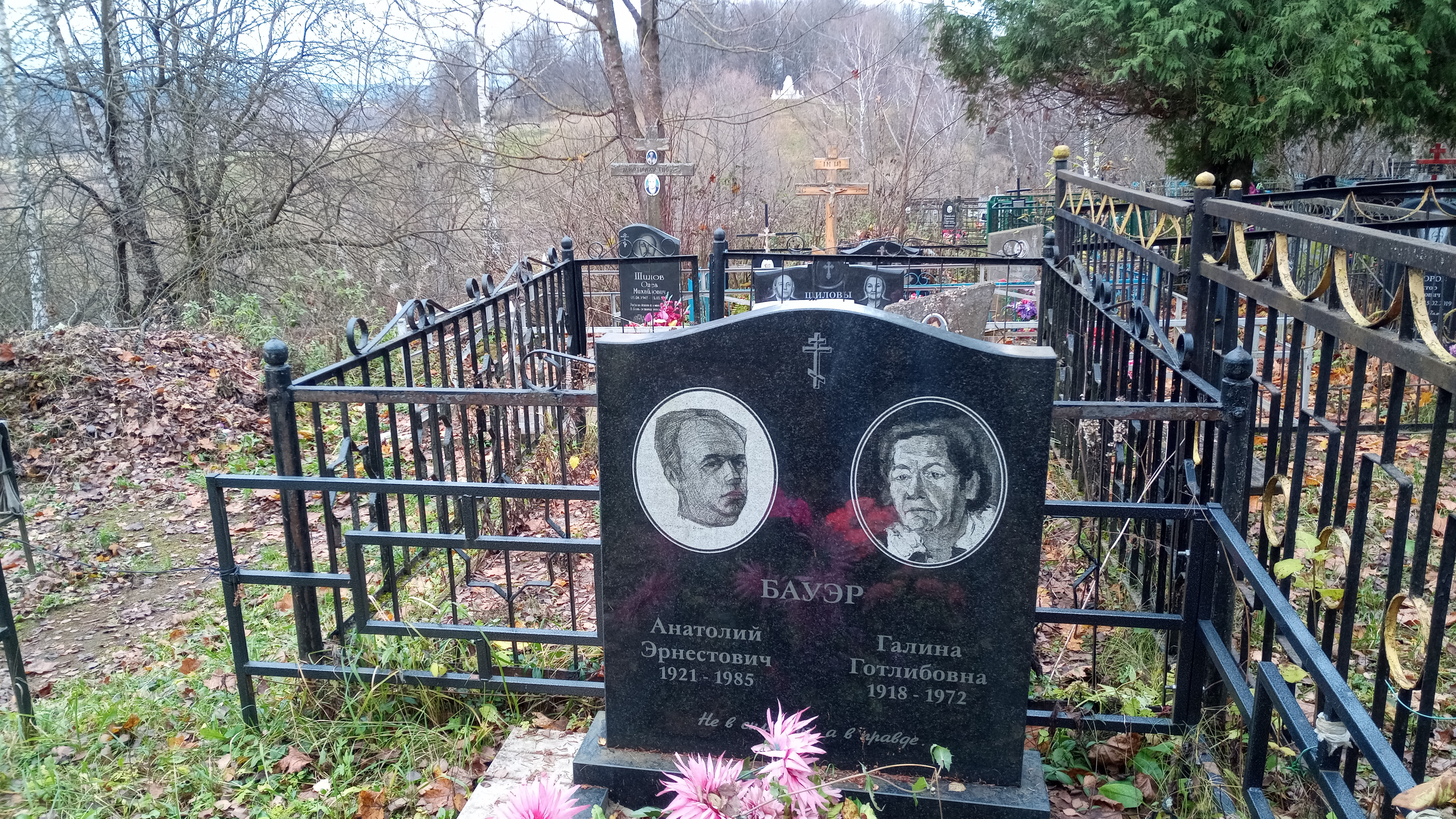
Могила Бауэров на старом городском кладбище Малоярославца

Анатолий Эрнестович Бауэр родился 6 декабря 1921 г. в Москве. Отец — «колбасных дел мастер», мать — домохозяйка-портниха.
Анатолий Бауэр учился в московской школе № 583. В 1939 г. закончил девять классов Переделкинского опытно-показательного детского дома наркомата соцобеспечения РСФСР.
Ранние литературные произведения не сохранились. Первым критиком читавшим эти произведения была советская писательница Лидия Николаевна Сейфуллина (1889—1954), проживавшая в Переделкино, недалеко от детского дома.
В конце сентября 1941 г. отца будущего писателя, как лицо «немецкой национальности» (чистокровного латыша) выслали из Москвы. Вместе уехали жена и сын, потеряв московскую прописку и право на жилплощадь в столице. Первое время жили где придется, пока не устроились в поселке № 5 Осакаровского района Карагандинской области. Анатолий Эрнестович, чтобы помочь семье, несмотря на пожизненную инвалидность 1-й группы, пошёл работать культмассовиком в совхоз «Заишимский», затем полтора года работал секретарем комитета ВЛКСМ.
В 1944 г. началась его педагогическая деятельность — сначала воспитателем и методистом в детском доме. После окончания Государственных центральных заочных курсов «ИН-ЯЗ» в Москве, устраивается учителем английского языка в школу-восьмилетку.
В 1947 г. вместе с родителями переехал в районный центр — село Осакаровку. Анатолий Эрнестович читает лекции в трудовых коллективах и среди населения как член общества «Знание». Работает по совместительству худруком в клубе деревообрабатывающего завода, а позже — руководителем драмкружка в районном Доме культуры.
В 40-50-е гг. Бауэр активно работает над созданием рассказов, повестей и пьес. Однако ни одно литературное произведение не увидело свет. Причины того нужно искать в письме Михаила Пришвина начинающему литератору (письмо от 14 сентября 1943 г.). Вот что писал Анатолию Бауэру классик отечественной словесности:

«…Даю Вам совет: никогда не обижайтесь на журналы — они жаждут материалов. Мы сами, писатели, виноваты в том, что пишем, не считаясь с тем, чего они от нас хотят. Вот и Ваши рассказы, — в них есть какие-то намеки на литературные способности, иначе говоря, на свой стиль, но они все „не на тему“ и печатать их не будут. Я пишу уже более 50 лет в своем особенном жанре, и то в последнем своем произведении пишу о канале им. Сталина. Вы же молодой человек, и не мне Вас учить современности в тематике. Кроме того, сейчас так много людей пишут, что создается огромнейшая конкуренция, и если мне, уже заработавшему себе место в печати человеку, не так-то легко печататься (сколько хороших вещей у меня лежит в столе без движения), то что же делать Вам! Вот и делайте вывод. Только не падайте духом, — я очень уважаю Ваше стремление, выраженное в письме, — а повторять формулировки не хочу. С уважением — Михаил Пришвин».

В конце лета 1959 г. А. Бауэр переезжает с семьей в г. Малоярославец Калужской области.
В октябре 1964 г. Анатолий Эрнестович создает следопытское объединение сначала в форме отряда, а затем — Полк красных следопытов. Для создания музея и работы следопытского объединения было выделено помещение общей площадью около 50 м² в здании районного Дома культуры в центре города. Музей боевой славы был торжественно открыт 6 мая 1965 г. В результате деятельности следопытов и их руководителя стали известны подробности событий и имена их участников.
В 1963—1964 гг. писатель создает художественное произведение о своем герое — документальную повесть «Четыре часа войны».
В 1975 г. она была опубликована в сборнике «Мир приключений», а в 2000 г. в Малоярославце издано 2-е отдельное издание этой повести, дополненное историей создания и публикации, а также краткими сведениями об авторе.
Большинство рассказов опубликованы в газетах. Два цикла рассказов — о художнике Левитане (11 миниатюр) и поэте Маяковском (10 рассказов) — также в основном увидели свет в литературных сборниках и отдельных изданиях.
В конце 1960-х гг. А.Бауэр пишет приключенческо-романтическую повесть — «Флаг острова Компиона», не принятую к публикации ни одним из московских издательств и сохранившуюся в личном архиве автора. Такая же судьба была у другой повести — «Побег».
В 70-е гг. пишет повести «Ветер разгонит тучи» (о казахстанской ссылке), «Капля крови» (о партизанке-разведчице О. Колесниковой), «Любовь Камиллы» (о декабристе Ивашеве и романтической любви к нему француженки К. Ле-Дантю). В течение 15 лет Анатолий Эрнестович посвящает работе над романом «Связь времен», где главным героем являлся видный деятель раннедекабристского движения Михаил Лунин. В результате 15-летней работы над источниками и литературой А. Бауэр создал первую часть романа, под названием «Молодечество». Рукопись романа объёмом в тысячу страниц, да ещё по времени действия перекликающегося с «Войной и миром», отвергли московские издательства, ссылаясь на большой объём произведения.
Осенью 1982 г. он уезжает к дочери в Латвию.
Анатолий Эрнестович Бауэр скончался 13 января 1985 г. Похоронен в Латвии, в г. Саласпилсе.

## Известные произведения
- Четыре часа войны: Повесть-быль о малоярославецком герое-пограничнике В. Петрове / А. Э. Бауэр. — 2-е изд. — Малоярославец: Б. и., 2000. — 95 с.